# Médéric Malavois
Louis Augustin Médéric Malavois, né le 31 août 1793 aux Seychelles et mort le 28 décembre 1836 à Saint-Louis-du-Sénégal, était un officier de marine et administrateur colonial français. 

## Biographie
Entré dans la Marine d'État sous le Premier Empire, il est nommé enseigne de vaisseau le 28 mai 1812. Embarqué sur la corvette l'Espérance sous les ordres de Hyacinthe de Bougainville durant la circumnavigation menée par celui-ci de mars 1824 à juin 1826 (un autre futur gouverneur du Sénégal, Ernest Bourdon de Gramont, navigue à bord de La Thétis, l'autre navire de l'expédition), il est promu lieutenant de vaisseau le 29 octobre 1826 à l'issue de cette campagne.
Admis prématurément à la retraite pour raisons de santé, Malavois occupe le poste de commandant particulier de l'île de Gorée dès 1833. Il se fait remarquer en achetant au nom de la France, le 22 janvier 1836, l'île de Karabane au chef de village de Kagnout, en échange d'une rente annuelle de 39 barres correspondant à la somme de 196 F. 
Désigné pour succéder au capitaine de frégate Louis Pujol comme gouverneur du Sénégal par une ordonnance royale du 9 avril 1836, il entre en fonctions le 1er juillet 1836. Mais son règne est bref. Le lieutenant de vaisseau en retraite Médéric Malavois meurt six mois plus tard. Suppléant à la vacance laissée par son décès, l'ordonnateur de la colonie, le sous-commissaire de la Marine Guillet, assume les fonctions de gouverneur par intérim à compter du 29 décembre 1836.
Médéric Malavois était chevalier de la Légion d'honneur.